# Carlipa
Carlipa é uma comuna francesa na região administrativa de Occitânia, no departamento de Aude. Estende-se por uma área de 5,26 km². Em 2010 a comuna tinha 344 habitantes (densidade: 65,4 hab./km²).